# Comărcile Spaniei
În Spania tradițional și istoric, unele comunități autonome sunt de asemenea împărțite în comărci (spaniolă: [koˈmarkas], sing. comarca). Unele comărci (de ex. comărcile din Catalonia) au un statut clar definit, sunt reglementate prin lege, iar consiliul comarcal are putere legală.
În alte cazuri (de ex. comărcile din La Carballeda) statutul lor legal nu e pe atât de formal pe cât corespunde zonei naturale, separate de văi, lanțuri muntoase ș.a. sau chiar corespund regiunilor istorice (de ex în Ilercavonia).
Comarca Cerdanya este împărțită între două state, partea de sud-vest fiind considerată o comarcă a Spaniei, în timp ce partea de nord-vest este a Franței.

## Lista comărcilor Spaniei după comunitatea autonomă

### Comărci dinAndalusia

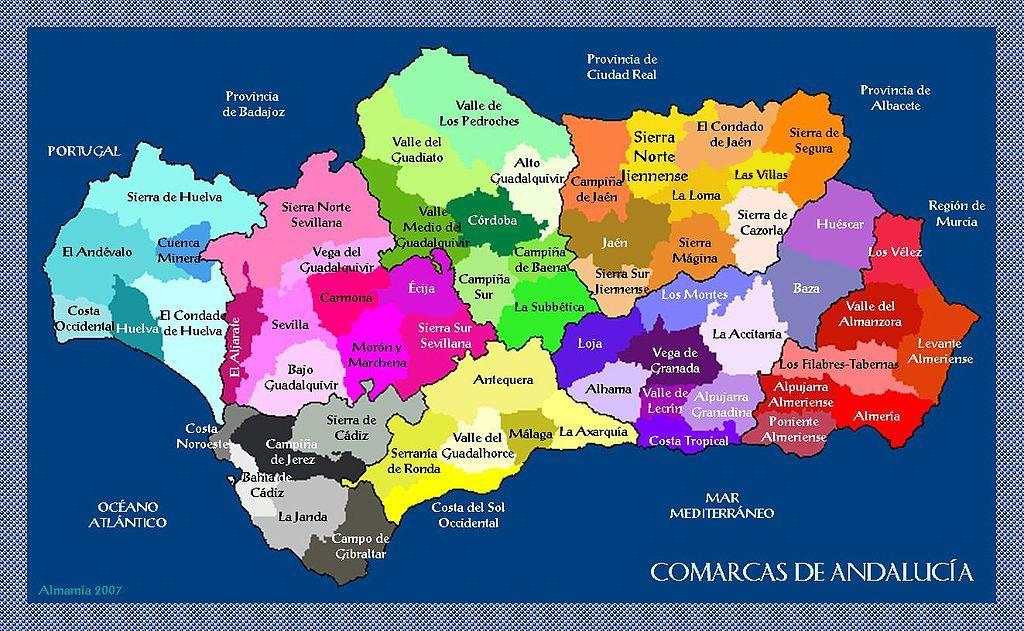
Comărci din Andalusia

#### Comărci din provinciaAlmería
- Alto Almanzora
- Poniente Almeriense
- Níjar
- Los Vélez
- Levante
- Almería

#### Comărci din provinciaCádiz
- Bahía de Cádiz

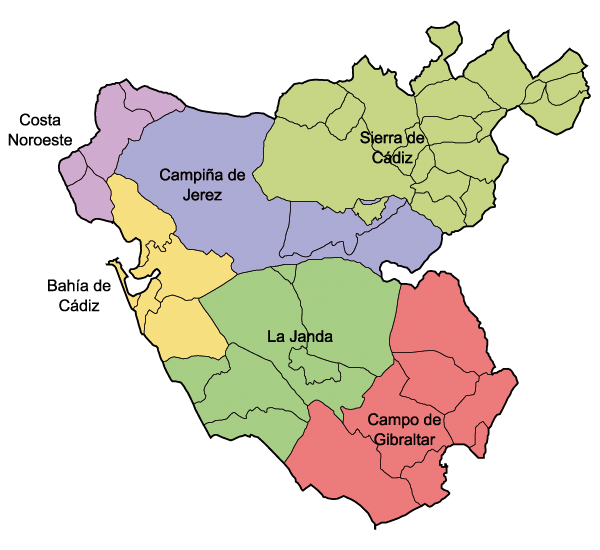
Comărci din Cádiz

- Bajo Guadalquivir, also called Costa Noroeste
- Campo de Gibraltar
- La Janda
- Campiña de Jerez, also called Marco de Jerez
- Sierra de Cádiz

#### Comărci din provinciaCórdoba
- Alto Guadalquivir
- Campiña Este - Guadajoz
- Campiña Sur
- Los Pedroches
- Subbetica
- Valle del Guadiato
- Vega del Guadalquivir

#### Comărci din provinciaGranada

Comărci din Granada

- Granadin Alpujarra
- Comarca de Alhama
- Comarca de Baza
- Comarca de Guadix
- Comarca de Huéscar
- Comarca de Loja
- Granadin Coast
- Los Montes
- Lecrin Valley
- Vega de Granada

#### Comărci din provinciaHuelva
- Andévalo
- Condado de Huelva
- Cuenca Minera de Huelva
- Costa Occidental de Huelva
- Huelva
- Sierra de Huelva

#### Comărci din provinciaJaén

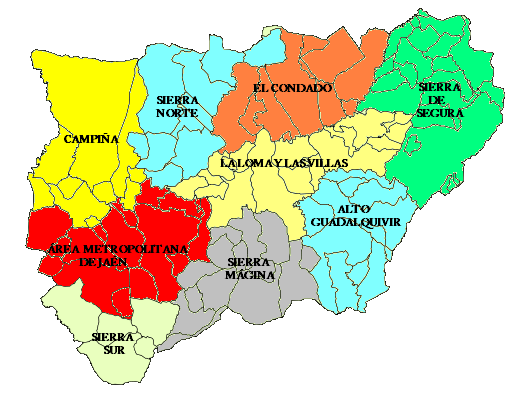
Comarcas de Jaén

- Alto Guadalquivir - Cazorla
- La Campiña
- El Condado
- Área Metropolitana de Jaén
- La Loma
- Las Villas (Jaén)
- Norte
- Sierra Mágina
- Sierra de Segura
- Sierra Sur de Jaén

#### Comărci din provinciaMálaga
- Antequera
- Axarquía
- Costa del Sol Occidental (Western Costa del Sol)
- Málaga
- Serranía de Ronda
- Valle del Guadalhorce

#### Comărci din provinciaSevilla
- Aljarafe
- Campiña
- Estepa
- Marisma
- Sierra Norte
- Sierra Sur
- La Vega

### Comărci dinAragon

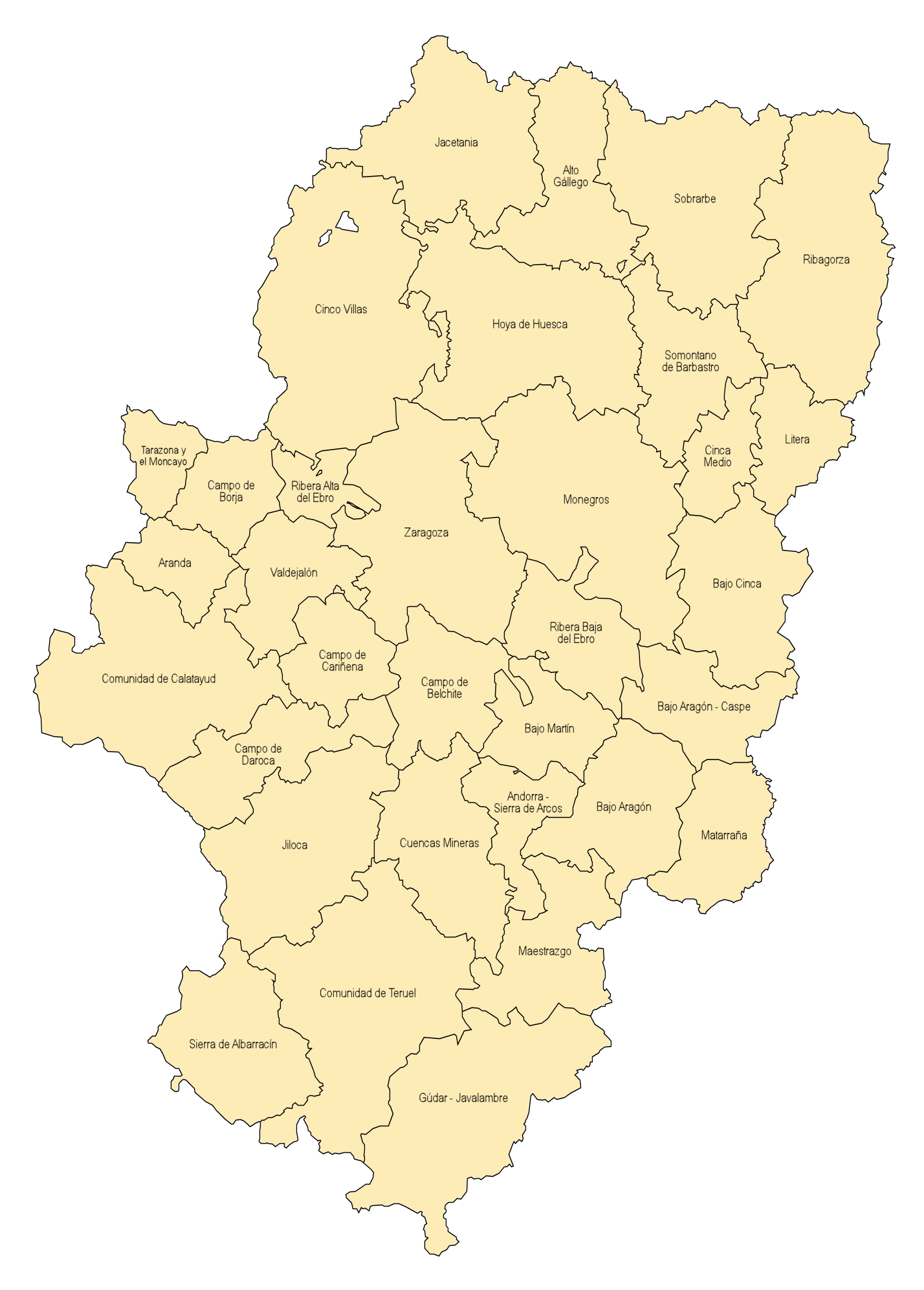
Comărci din Aragon

#### Comărci din provinciaHuesca/Uesca
- Alto Gállego
- Bajo Cinca, also called Baix Cinca
- Cinca Medio
- Hoya de Huesca, also called Plana de Uesca
- Jacetania
- La Litera, also called La Llitera
- Monegros
- Ribagorza
- Sobrarbe
- Somontano de Barbastro

#### Comărci din provinciaTeruel
- Bajo Martín
- Jiloca
- Cuencas Mineras
- Andorra-Sierra de Arcos
- Bajo Aragón
- Comunidad de Teruel
- Maestrazgo
- Sierra de Albarracín Comarca, named after the Sierra de Albarracín mountain range
- Gúdar-Javalambre
- Matarraña, also called Matarranya

#### Comărci din provinciaZaragoza
- Aranda
- Bajo Aragón-Caspe, also called Baix Aragó-Casp
- Campo de Belchite
- Campo de Borja
- Campo de Cariñena
- Campo de Daroca
- Cinco Villas
- Comunidad de Calatayud
- Ribera Alta del Ebro
- Ribera Baja del Ebro
- Tarazona y el Moncayo
- Valdejalón
- Zaragoza

### Comărci dinAsturias

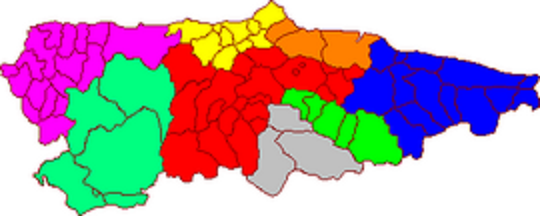
Comărci din Asturias

- Avilés
- Caudal
- Eo-Navia
- Gijón / Xixón
- Nalón
- Narcea
- Oriente
- Oviedo / Uviéu

### Comărci dinInsulele Baleare

#### Mallorca
- Serra de Tramuntana
- Es Raiguer
- Es Pla
- Migjorn
- Llevant

#### Menorca
- Menorca

#### Pitiüses
- Eivissa
- Formentera

### Comărci dinȚara Bascilor

#### Comărci din provinciaÁlava-Araba
- Cuadrilla de Añana
- Cuadrilla de Ayala
- Cuadrilla de Salvatierra
- Cuadrilla de Vitoria
- Cuadrilla de Zuia
- Montaña Alavesa
- Rioja Alavesa

#### Comărci din provinciaBiscay

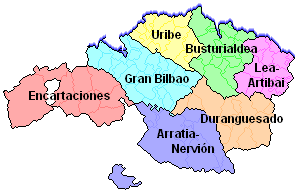
Comărci din Biscay

- Arratia-Nerbioi
- Busturialdea
- Durangaldea
- Enkarterri
- Greater Bilbao
- Lea-Artibai
- Uribe

#### Comărci din provinciaGipuzkoa
- Bidasoa-Txingudi
- Debabarrena
- Debagoiena
- Goierri
- Donostialdea
- Tolosaldea
- Urola Kosta

### Comărci dinInsulele Canare

#### Comărci din provinciaLas Palmas
- Fuerteventura
- Lanzarote
- Las Palmas

#### Comărci din provinciaTenerife
- El Hierro
- La Gomera
- La Palma
- Tenerife
  - Valle de Güímar
  - Valle de la Orotava
  - Icod
  - Daute Isla Baja
  - Isora-Teno
  - Tenerife Sur (Adeje-Arona)
  - Tenerife Sur (Granadilla-Arico)
  - Acentejo
  - Metropolitana-Anaga

### Comărci dinCantabria

Comărci din Cantabria.

- Comarca de Santander
- Besaya
- Saja-Nansa
- Costa occidental
- Costa oriental
- Trasmiera
- Pas-Miera
- Asón-Agüera
- Liébana
- Campoo-Los Valles

### Comărci din Catalonia

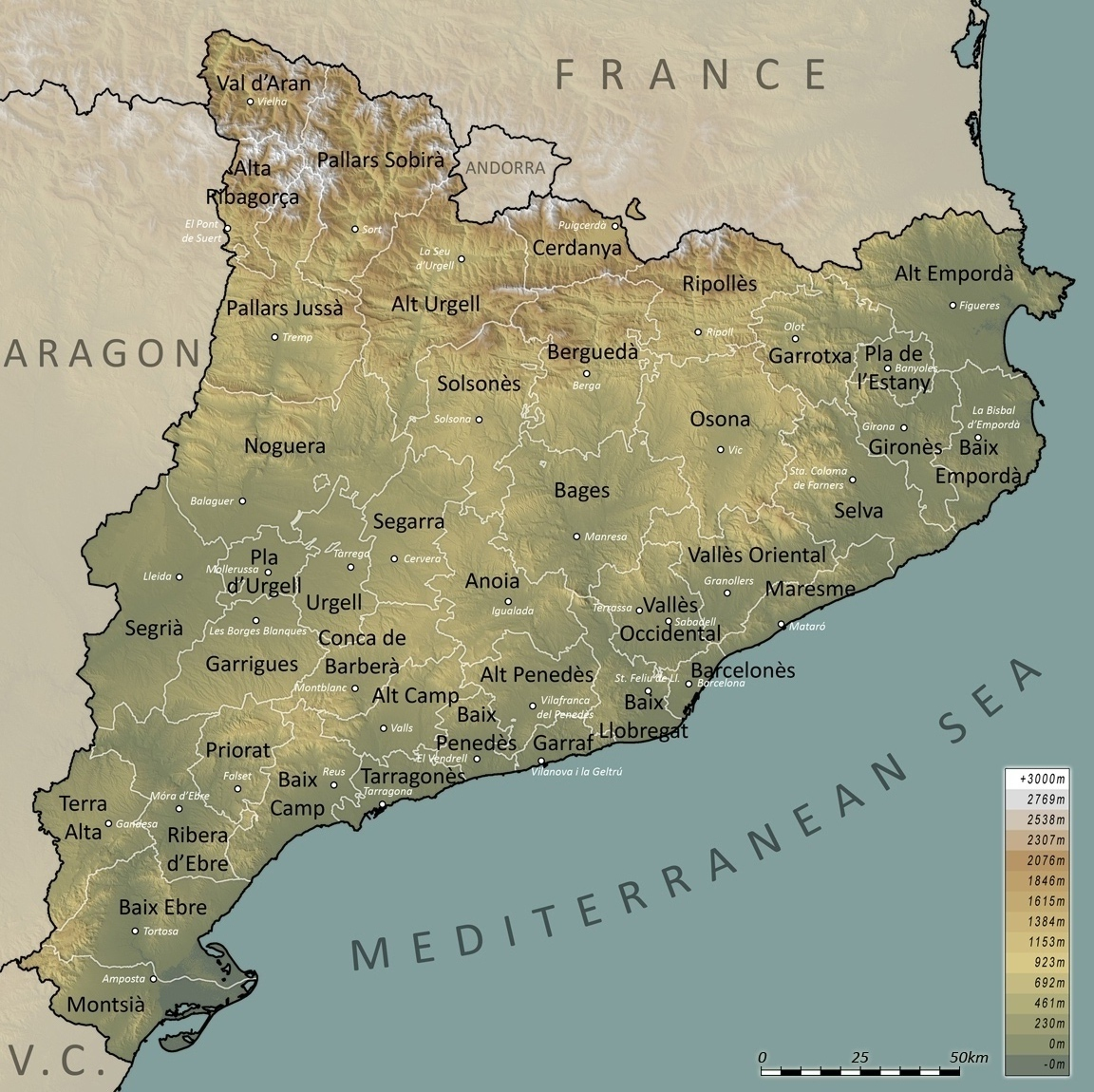
Comarques of Catalonia

#### Comărci din provinciaBarcelona
- Alt Penedès
- Anoia
- Bages
- Baix Llobregat
- Barcelonès
- Berguedà
- Garraf
- Maresme
- Osona
- Vallès Occidental
- Vallès Oriental

#### Comărci din provinciaGirona
- Alt Empordà
- Baix Empordà
- Baixa Cerdanya (partly)
- Garrotxa
- Gironès
- Osona (partly)
- Pla de l'Estany
- Ripollès
- Selva

#### Comărci din provinciaLleida
- Alt Urgell
- Alta Ribagorça
- Baixa Cerdanya (partly)
- Garrigues
- Noguera
- Pallars Jussà
- Pallars Sobirà
- Pla d'Urgell
- Segarra
- Segrià
- Solsonès
- Urgell
- Val d'Aran

#### Comărci din provinciaTarragona
- Alt Camp
- Baix Camp
- Baix Ebre
- Baix Penedès
- Conca de Barberà
- Montsià
- Priorat
- Ribera d'Ebre
- Tarragonès
- Terra Alta

### Comărci dinCastile–La Mancha

#### Comărci din provinciaAlbacete
- Llanos de Albacete
- Campos de Hellín
- La Mancha del Júcar-Centro
- La Manchuela
- Monte Ibérico–Corredor de Almansa
- Sierra de Alcaraz y Campo de Montiel
- Sierra del Segura

#### Comărci din provinciaCiudad Real
- - Campo de Montiel (Capital: Villanueva de los Infantes).

#### Comărci din provinciaCuenca
- Alcarria conquense.
- La Mancha de Cuenca.
- Manchuela conquense.
- Serranía Alta.
- Serranía Baja.
- Serranía Media-Campichuelo.

#### Comărci din provinciaGuadalajara
- Campiña de Guadalajara
- Campiña del Henares
- La Alcarria
- La Serranía
- Señorío de Molina-Alto Tajo

#### Comărci din provinciaToledo
- Campo de San Juan
- La Jara
- La Campana de Oropesa
- Mancha Alta de Toledo
- Mesa de Ocaña
- Montes de Toledo
- La Sagra
- Sierra de San Vicente
- Tierras de Talavera
- Torrijos (comarcă)

### Comărci dinCastile and León

#### Comărci din provinciaÁvila
- La Moraña
- Comarca de Ávila (Valle de Amblés y Sierra de Ávila)
- Comarca de El Barco de Ávila - Piedrahíta (Alto Tormes y Valle del Corneja)
- Comarca de Burgohondo - El Tiemblo - Cebreros (Valle del Alberche y Tierra de Pinares)
- Comarca de Arenas de San Pedro

#### Comărci din provinciaBurgos
- Merindades
- Páramos
- La Bureba
- Ebro
- Odra-Pisuerga
- Alfoz de Burgos
- Montes de Oca
- Arlanza
- Sierra de la Demanda
- Ribera del Duero

#### Comărci din provinciaLeón

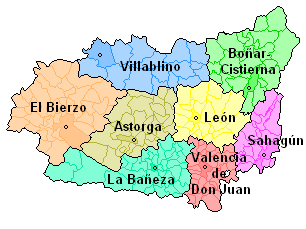
Map of Comarcas de León.

- Alfoz de León
- El Bierzo
- Comarca de La Cabrera
- Comarca de Luna
- Comarca de Sahagún
- Esla-Campos
- La Cepeda
- La Sobarriba
- La Tercia del Camino
- Laciana
- Maragatería
- Montaña Occidental
- Montaña Oriental
- Omaña
- Páramo Leonés
- Tierra de Astorga
- Tierra de Campos
- Tierra de León

#### Comărci din provinciaPalencia
- Cerrato Palentino
- Montaña Palentina
- Páramos Valles
- Tierra de Campos

#### Comărci din provinciaSalamanca
- Sierra de Francia Comarca

#### Comărci din provinciaSegovia
An official classification establishes three comarcas:
- Segovia.
- Cuéllar.
- Sepúlveda.

or sometimes four:
- Tierra de Pinares (shares with the province of Valladolid).
- Segovia.
- Sepúlveda.
- Tierra de Ayllón.

However, historic approaches (before the national classification into provinces) establish six comarcas:
- Tierra de Pinares.
- Tierra de Ayllón.
- Tierras de Cantalejo y Santa María la Real de Nieva.
- Páramos del Duratón.
- Tierra de Segovia.
- Tierra de Sepúlveda.

#### Comărci din provinciaValladolid
- Tierra de Campos
- Montes Torozos
- Páramos del Esgueva
- Tierra de Pinares
- Campo de Peñafiel
- Campiña del Pisuerga
- Tierras de Medina

#### Comărci din provinciaZamora
- Alfoz de Toro.
- Aliste.
- Benavente y Los Valles.
- La Carballeda.
- La Guareña.
- Sanabria.
- Sayago.
- Tábara.
- Tierra de Alba.
- Tierra de Campos.
- Tierra del Pan.
- Tierra del Vino.

### Comărci din Extremadura

#### Comărci din provinciaBadajoz
- Campiña Sur (Badajoz)
- La Serena, Spain
- La Siberia
- Las Vegas Altas
- Llanos de Olivenza
- Sierra Suroeste
- Tentudía
- Tierra de Badajoz
- Tierra de Barros
- Tierra de Mérida - Vegas Bajas
- Zafra - Río Bodión

#### Comărci din provinciaCáceres
- Cáceres
- Campo Arañuelo
- La Vera
- Las Hurdes
- Las Villuercas
- Los Ibores
- Sierra de Gata (comarcă)
- Tajo-Salor
- Tierra de Alcántara
- Trasierra/Tierras de Granadilla
- Tierra de Trujillo
- Valencia de Alcántara
- Valle del Ambroz
- Valle del Jerte
- Vegas del Alagón

### Comărci dinGalicia

#### Comărci din provinciaA Coruña
- A Barcala
- A Coruña
- Arzúa
- Barbanza
- Betanzos
- Bergantiños
- Eume
- Ferrol
- Fisterra
- Muros
- Noia
- O Sar
- Ordes
- Ortegal
- Santiago
- Terra de Melide
- Terra de Soneira
- Xallas

#### Comărci din provinciaLugo
- A Fonsagrada
- A Mariña Central
- A Mariña Occidental
- A Mariña Oriental
- A Ulloa
- Chantada
- Lugo
- Meira
- Os Ancares
- Quiroga
- Sarria
- Terra Chá
- Terra de Lemos

#### Comărci din provinciaOurense
- Allariz - Maceda
- A Baixa Limia
- O Carballiño
- A Limia
- Ourense
- O Ribeiro
- Terra de Caldelas
- Terra de Celanova
- Terra de Trives
- Valdeorras
- Verín
- Viana

#### Comărci din provinciaPontevedra
- A Paradanta
- Caldas
- O Deza
- O Baixo Miño
- O Condado
- O Morrazo
- O Salnés
- Pontevedra
- Tabeirós - Terra de Montes
- Vigo

### Comărci dinLa Rioja
- Rioja Alta
- Rioja Baja
- Tierra de Cameros
  - Camero Nuevo (from Iregua river to West)
  - Camero Viejo (from Leza river to East)

### Comărci dinMadrid
- Comarca de Alcalá or Tierra de Alcalá
- Madrid
- Corredor del Henares
- Sierra Norte
- Sierra Este
- Sierra Noroeste
- Sierra Oeste
- Madrid Sur
- Las Vegas del Tajo
- Vega del Jarama

### Comărci dinMurcia
- Altiplano
- Alto Guadalentín
- Bajo Guadalentín

Comarcas de Murcia

- Campo de Cartagena / Comarca de Cartagena
- Huerta de Murcia
- Región del Mar Menor
- Región del Noroeste / Comarca del Noroeste
- Región del Río Mula / Cuenca del Río Mula
- Región Oriental
- Valle de Ricote
- Vega Alta / Comarca de la Vega Alta del Segura
- Vega Media / Comarca de la Vega Media del Segura

### Comărci dinNavarra

Comărci din Navarre

- Cinco Villas
- Baztán
- Tudela
- Alto Bidasoa
- Barranca
- Norte de Aralar
- Ultzamaldea
- Aoiz
- Lumbier
- Auñamendi
- Cuenca de Pamplona
- Puente la Reina
- Estella Oriental
- Estella Occidental
- Sangüesa
- Tafalla
- Ribera del Alto Ebro
- Ribera Arga-Aragón
- Roncal-Salazar

### Comarques of theValencian Community

Comărci din the Comunitat Valenciana

#### Comărci din provinciaAlacant / Alicante
- Alacantí
- Alcoià
- Alt Vinalopó
- Baix Vinalopó
- Comtat
- Marina Alta
- Marina Baixa
- Vega Baja del Segura / Baix Segura
- Vinalopó Mitjà

#### Comărci din provinciaCastelló / Castellón
- Alcalatén
- Alt Maestrat
- Alto Mijares
- Alto Palancia
- Baix Maestrat
- Plana Alta
- Plana Baixa
- Ports

#### Comărci din provinciaValència / Valencia
- Camp de Túria
- Camp de Morvedre
- Canal de Navarrés
- Costera
- Hoya de Buñol
- Horta de València, which is subdivided into:
  - Horta Nord
  - Horta Oest
  - Horta Sud
  - Valencia
- Requena-Utiel
- Rincón de Ademuz
- Ribera Alta
- Ribera Baixa
- Safor
- Serranos
- Vall d'Albaida
- Valle de Cofrentes-Ayora